# Садиба Малініна
Садиба Малініна або садиба Зеленських — двоповерхова будівля в Києві на вулиці Олександра Кониського (колишня назва — Тургенєвська), 22, збудована наприкінці 19 століття з дерева та обкладена цеглою. Пам'ятка архітектури місцевого значення (охоронний статус надано вже після знищення пам'ятки). Одна з найстаріших будівель на вулиці Кониського та остання дерев'яна будівля вулиці. Входить до «Списку історичних будинків, які потребують додаткового захисту» (їх заборонено зносити чи реконструювати). Це вже друга будівля із «охоронного списку» міського голови Віталія Кличка, яку намагаються знищити українські забудовники від початку повномасштабного російського вторгнення на територію України.
19 липня 2024 року садибу було знесено.
23 липня 2024 року, за чотири дні після знесення будівлі, Міністерство культури та інформаційної політики України надало їй статус пам'ятки архітектури.
14 липня 2025 року розпочалося відновлення будівлі.

## Історія садиби
Будівля була збудована наприкінці 19 століття як садиба купця та професора Василя Миколайовича Малініна. Василь Малінін володів садибою щонайменше двадцять років. Чотири роки (1911—1915) в садибі проживала родина міщанина та почесного громадянина Євмена Микитовича Зеленського.
Садиба має ознаки історизму та неоренсансу. Вона виконана в стриманих формах і містить декор, що моделюється в цеглі. Поєднанням трикутних і напівциркульних сандриків над вікнами створює певну динамічність фасаду, що спирається на невеликі пілястри, які утворюють віконну лиштву.
Спочатку будова була одноповерховою. Наприкінці 1980-х — на початку 1990-х років над ним надбудували мезонін.

### Спроби знесення
З листопада 2015 року власниками будівлі були Єгор Сибілєв та Михайло Гречко, які в суді намагалися отримати від Департаменту містобудування та архітектури Київської міськдержадміністрації містобудівні умови та обмеження на проєктування реконструкції цієї будівлі.
У 2017 році компанія «Сервіт» просто поряд з історичною триповерховою будівлею звела 11-поверховий житловий комплекс «Тургеневъ». Засновниками компанії «Сервіт» є представники окупованого Донецька: Володимир Заруба та Валерій Квасов. Директор ЖК «Тургенев» — Віктор Троянчук, який працює з Михайлом Голицею (ексдепутатом Київської міської ради) та Миколою Негричем (депутат Київради 7-8 скликань і зять Голиці).
2018 року компанія-забудовник спробувала знести садибу Зеленських, щоб розширити свій комплекс другою чергою. За інформацією краєзнавця Антона Короба, цього року поламали ліве крило, щоб забезпечити проїзд у новобудову у двір. Після суспільного резонансу знищення садиби на той час зупинили.
Наприкінці липня 2021 року на території садиби розпочали демонтажні роботи. Навпроти садиби знесли іншу будівлю. У липні забудовник почав розбирати дах садиби. 31 серпня 2021 року будинок внесли до «Списку Кличка» з культурної спадщини. У серпні 2021 року, всупереч вимогам закону, забудовник продовжив демонтажні роботи.
У вересні 2021 року будівлю включили до списку зі 119 об'єктів, що потребують додаткового захисту (так званий «список Кличка»). Тоді ж, у вересні 2021-го, на будмайданчик привезли важку техніку. 17—18 жовтня 2022 року будівництво тривало, незважаючи на запуск російських дронів-камікадзе, повітряні тривоги та комендантську годину. Після виклику поліції 18 жовтня будівництво припинили. У жовтні 2021 року розпорядженням Департаменту міського благоустрою КМДА демонтовано будівельний паркан, оскільки він був незаконним, а проти забудовника відкрили два кримінальні провадження за статтями 298 та 356 КК України.
Згодом було видано дозвіл на реконструкцію будівлі, але 6 липня 2022 року депутат Київради від фракції «Слуга народу» Ксенія Семенова закликала мера Києва Віталія Кличка звернути увагу на неправильне рішення і звільнити чиновників, що зареєстрували повідомлення про початок будівельних робіт. 12 липня 2022 року Шевченківський районний суд Києва у відповідь на клопотання окружної прокуратури наклав арешт на ділянку[19]. У серпні 2022 року Київська міська прокуратура знову наклала арешт на садибу, а суд заборонив реконструкцію будівлі. 7 листопада 2022 року Київський апеляційний суд продовжив заборону будівельних робіт за цією адресою.
19 лютого 2024 року було створено петицію до Київського міського голови № 12870 «Зберегти історичну Садибу Зеленських!», яка набрала 6042 голосів за необхідних 6000.
27 лютого 2024 року депутат Київради Дмитро Білоцерковець звернувся до прокуратури міста Києва з приводу «самовільних робіт» у садибі Малініна-Зеленських, зазначивши, що будівельники не мають дозволів на знесення історичної споруди.
28 березня 2024 року питання загроженої будівлі обговорювалося на консультативній раді Департаменту охорони культурної спадщини КМДА. За свідченням громадського активіста і правника Дмитра Перова, члени ради загострили увагу на тому, що Василь Малінін у Київській духовній академії (КДА) та Київському університеті викладав російську мову. Цю дію столітньої давнини вони розцінили як русифікацію київської молоді. На підставі цього факту, а також того, що  спадщина Василя Малініна буцімто є російсько-імперською за ідейним спрямуванням, частина членів ради виступила за надання дозволу на знесення його колишньої садиби. Консультативна рада при Департаменті охорони культурної спадщини КМДА ухвалила рішення спрямувати запит до Інституту національної пам'яті щодо того, чи підпадає садиба Зеленських під вимоги закону про деколонізацію через те, що її перший власник був російськомовним.
Дмитро Перов 30 березня 2024 року поінформував, що забудовник вивісив на загроженій будівлі плакат про нібито «нецінність та неісторичність будівлі», однак того ж дня невідомі вирізали з банера неправдивий текст, що виправдовує дії забудовника, лишивши тільки старі фото будинку. Понад це, забудовник спробував обґрунтувати необхідність знесення історичної будівлі тим, що вона нібито псує інвестиційний клімат міста. У зв'язку з незаконними діями фірми «Сервіт» Київська міська прокуратура порушила кримінальне провадження № 12021105100003147 за фактом умисного пошкодження та руйнування садиби. Крім того, українськими правоохоронними органами було накладено арешт на ділянку.
У червні 2024 року Касаційний адміністративний суд у складі Верховного Суду відмовився зупиняти дію рішення Київського окружного адмінсуду щодо видачі дозволу на будівництво ЖК "Тургєневь" на місці садиби Зеленських, чим фактично дав дозвіл на демонтаж історичної будівлі.

### Знищення будівлі

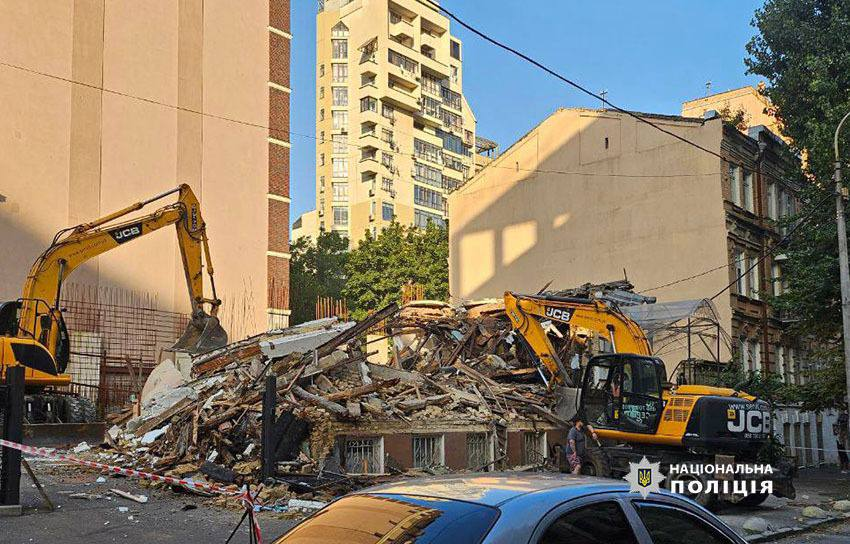
Садиба Маліна після знесення (20 липня 2024 року)

19 липня 2024 року забудовник ЖК “Тургеневъ” зніс двоповерхову садибу Малініна-Зеленських, попри громадський резонанс навколо попередніх спроб та незважаючи на санкції правоохоронних органів. Активісти-пам'яткоохоронці на чолі з Дмитром Перовим намагалися завадити руйнуванню, але їх побили охоронці ділянки, а поліційний патруль, що прибув на виклик, не зупинив демонтажу. 23 липня Міністерство культури та інформаційної політики України визнало садибу Маліна-Зеленських памʼяткою архітектури.
Київська міська державна адміністрація відреагувала на знищення садиби заявою про несанкціонований характер цих дій.
У листопаді 2024 року Верховний Суд визнав законним руйнування садиби Маліна. Відповідне рішення, після більше як півроку роздумів, приняла колегія суддів на чолі з Андрієм Рибачуком. Зокрема, суд визнав видачу містобудівних умов і обмеження на реконструкцію садиби законним, повідомив київський активіст Дмитро Перов.

### Відновлення садиби
14 липня 2025 року розпочалося відновлення садиби Малініна.